# M2 (polopásový obrněný transportér)
M2 Half-Track Car byl polopásový víceúčelový obrněný transportér americké armády během druhé světové války.
Obrněný transportér M2 vznikl v meziválečném období podle francouzského kolopásu značky Citroën-Kégresse. Byl zkoušen od roku 1938 a po několika úpravách byl přijat do armády v roce 1940 jako M2 Half-Track Car. Do roku 1943 byl průběžně modernizován, celková produkce ve všech obměnách činila zhruba 17000 kusů.
Kolopásy M2 byly za druhé světové války nasazeny nejprve na Filipínách a v Severní Africe, postupně se dostaly do bojišť na celém světě. Byly dodávány i americkým spojencům v Jižní Americe, kde mnohé z nich slouží dodnes.

## Základní varianty
- Half-Track Car M2: základní verze pro deset osob, určená pro přepravu vojáků a k tažení dělostřeleckých kusů do ráže 155 mm. Vozidlo bylo ozbrojené kulometem ráže 7,62 mm nebo 12,7 mm.
- M9A1 – kolopás M2 vyráběný ve firmě International Harvester pro vývoz v rámci programu Lend-Lease. Jedná se o ekvivalent vozů M2A1.
- M4/M4A1 81mm MMC – M2 s minometem ráže 81 mm.
- T1E2 – M2 s kulometným protiletadlovým dvojčetem.
- T28 CGMC – M2 automatickým kanónem M1A2 ráže 37 mm.

## Galerie

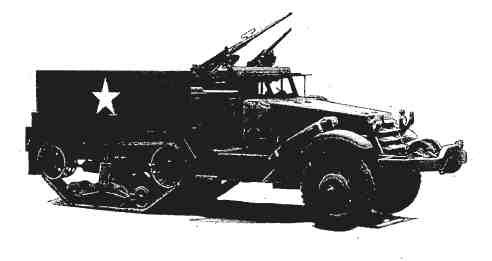
M2 Half-Track Car
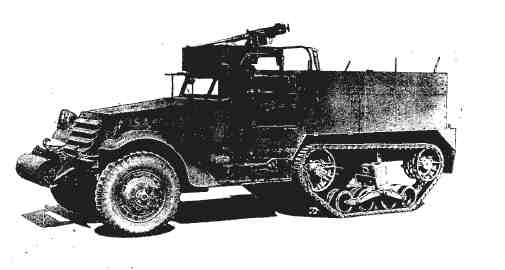
M2A1 Half-Track Car
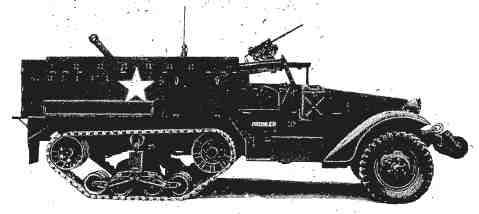
M4A1 MMC